# Pattinaggio di figura ai X Giochi olimpici invernali - Pattinaggio di figura femminile
La competizione del pattinaggio di figura femminile dei X Giochi olimpici invernali si è svolta nei giorni 8 e 10 febbraio 1968 al Palais des Sports, Grenoble.

## Programma
| Data        | Evento              |
| ----------- | ------------------- |
| 8 febbraio  | Figure obbligatorie |
| 10 febbraio | Figure Libere       |

## Risultati
| Pos.    | Atleta                | Nazione          | Obbligatori | Obbligatori | Liberi   | Liberi   | Totale   | Totale   |
| Pos.    | Atleta                | Nazione          | Ordinali    | Punti       | Ordinali | Punti    | Ordinali | Punti    |
| ------- | --------------------- | ---------------- | ----------- | ----------- | -------- | -------- | -------- | -------- |
| Oro     | Peggy Fleming         | Stati Uniti      | 9,0         | 1062,1      | 10,0     | 908,4    | 9,0      | 1970,5   |
| Argento | Gabriele Seyfert      | Germania Est     | 21,0        | 984,9       | 21,0     | 897,4    | 18,0     | 1882,3   |
| Bronzo  | Hana Mašková          | Cecoslovacchia   | 41,0        | 943,2       | 33,0     | 885,6    | 31,0     | 1828,8   |
| 4       | Tina Noyes            | Stati Uniti      | 39,0        | 941,9       | 60,5     | 855,4    | 40,0     | 1797,3   |
| 5       | Beatrix Schuba        | Austria          | 31,0        | 960,0       | 122,0    | 813,2    | 51,0     | 1773,2   |
| 6       | Zsuzsa Almássy        | Ungheria         | 61,0        | 910,2       | 76,5     | 846,8    | 57,0     | 1757,0   |
| 7       | Karen Magnussen       | Canada           | 79,5        | 887,7       | 44,0     | 871,7    | 63,0     | 1759,4   |
| 8       | Kumiko Okawa          | Giappone         | 74,0        | 896,4       | 47,5     | 867,2    | 61,0     | 1763,6   |
| 9       | Janet Lynn            | Stati Uniti      | 135,0       | 840,7       | 59,0     | 858,0    | 90,0     | 1698,7   |
| 10      | Monika Feldmann       | Germania Ovest   | 91,0        | 875,4       | 123,0    | 811,7    | 99,0     | 1687,1   |
| 11      | Sally-Anne Stapleford | Gran Bretagna    | 82,0        | 888,3       | 158,0    | 792,6    | 105,0    | 1680,9   |
| 12      | Elena Shcheglova      | Unione Sovietica | 120,5       | 849,5       | 100,0    | 820,9    | 110,0    | 1670,4   |
| 13      | Linda Carbonetto      | Canada           | 197,0       | 813,5       | 73,0     | 849,4    | 111,0    | 1662,9   |
| 14      | Kazumi Yamashita      | Giappone         | 150,0       | 834,2       | 133,5    | 804,8    | 139,0    | 1639,0   |
| 15      | Patricia Dodd         | Gran Bretagna    | 80,0        | 886,8       | 217,0    | 747,8    | 140,0    | 1634,6   |
| 16      | Galina Grzhibovskaya  | Unione Sovietica | 206,5       | 806,7       | 110,0    | 821,8    | 144,0    | 1628,5   |
| 17      | Petra Ruhrmann        | Germania Ovest   | 147,5       | 833,2       | 168,5    | 778,0    | 161,0    | 1611,2   |
| 18      | Elisabeth Mikula      | Austria          | 156,0       | 833,7       | 172,5    | 778,8    | 164,0    | 1612,5   |
| 19      | Eileen Zillmer        | Germania Ovest   | 138,0       | 841,3       | 201,5    | 759,0    | 171,0    | 1600,3   |
| 20      | Micheline Joubert     | Francia          | 236,5       | 790,3       | 138,0    | 804,5    | 182,0    | 1594,8   |
| 21      | Marie Víchová         | Cecoslovacchia   | 198,0       | 808,5       | 169,5    | 771,9    | 187,0    | 1580,4   |
| 22      | Charlotte Walter      | Svizzera         | 178,0       | 822,0       | 219,0    | 749,5    | 202,5    | 1571,5   |
| 23      | Elisabeth Nestler     | Austria          | 207,0       | 804,4       | 202,0    | 758,2    | 208,0    | 1562,6   |
| 24      | Frances Waghorn       | Gran Bretagna    | 187,0       | 816,2       | 226,5    | 741,0    | 211,0    | 1557,2   |
| 25      | Rita Trapanese        | Italia           | 221,5       | 797,9       | 206,5    | 751,3    | 216,5    | 1549,2   |
| 26      | Haruko Ishida         | Giappone         | 195,0       | 812,7       | 222,0    | 740,0    | 218,0    | 1552,7   |
| 27      | Sylvaine Duban        | Francia          | 183,0       | 820,7       | 240,5    | 730,7    | 219,0    | 1551,4   |
| 28      | Sonja Morgenstern     | Germania Est     | 264,5       | 711,0       | 195,0    | 764,9    | 251,0    | 1475,9   |
| 29      | Beatrice Huștiu       | Romania          | 280,5       | 671,5       | 171,0    | 785,7    | 257,0    | 1457,2   |
| 30      | Lee Hyun-Joo          | Corea del Sud    | 272,5       | 682,6       | 268,5    | 677,3    | 271,0    | 1359,9   |
| 31      | Kim Hae-Kyung         | Corea del Sud    | 280,5       | 670,1       | 275,0    | 666,1    | 277,0    | 1336,2   |
| -       | Lyndsai Cowan         | Canada           | 189,0       | Ritirata    | Ritirata | Ritirata | Ritirata | Ritirata |